# Cuirassat Bismarck
|  | Per a altres significats, vegeu «Bismarck». |

El Bismarck fou un cuirassat pertanyent a la Kriegsmarine alemanya que participà en la Batalla de l'Atlàntic de la Segona Guerra Mundial. Va ser el líder de la classe Bismarck, que incloïa el seu buc germà Tirpitz. Rebé el nom en honor del canceller Otto von Bismarck, el principal impulsor de la Unificació alemanya de 1871. El vaixell fou construït a les drassanes Blöhm & Voss, a Hamburg. La col·locació de quilla va ser realitzada l'1 de juliol de 1936, i el seu avarament més de tres anys després, el 14 de febrer de 1939. Fou completat el 24 d'agost de 1940, quan fou assignat a la flota. Tant el Bismarck com el Tirpitz foren els cuirassats més grans mai construïts per Alemanya, i uns dels més grans mai construïts per qualsevol altre poder europeu.
En el curs de la seva carrera de vuit mesos, sota el seu únic comandant, el capità Ernst Lindemann, el Bismarck conduí una sola incursió al maig de 1941, anomenada Operació Rheinübung. La nau, junt amb el creuer pesat Prinz Eugen, havia d'infiltrar-se a l'Atlàntic i fer una ràtzia contra els mercants aliats des d'Amèrica del Nord fins a Gran Bretanya. Els dos vaixells foren detectats estant a Escandinavia, i una força britànica composta pel cuirassat HMS Prince of Wales, el creuer de batalla HMS Hood, els creuers pesats HMS Suffolk i HMS Norfolk i sis destructors fou enviada a interceptar-los. Això desencadenà en la Batalla del Estret de Dinamarca, en la que els bucs alemanys enfonsaren el Hood, l'orgull de la Royal Navy, i danyaren greument el Prince of Wales, obligant a la força britànica a retirar-se. El Prinz Eugen quedà il·lès, però el Bismarck rebé tres impactes que trencaren un dipòsit d'oli, fent que deixés una estela fàcilment rastrejable.
L'enfonsament del Hood provocà una persecució a gran escala, incloent dotzenes de naus de guerra. Dos dies després de la batalla, el Bismarck fou atacat per avions torpediners biplans Fairey Swordfish procedents del portaavions HMS Ark Royal. El Bismarck rebé un únic impacte que destruí completament el seu timó, fent-lo inoperable. Això feu que la nau no pogués avançar en línia recta i, per tant, va quedar exposada a la força anglesa. Al següent matí, el Bismarck fou atacat pels cuirassats HMS King George V i HMS Rodney, junt amb els creuers pesats HMS Norfolk i HMS Dorsetshire, que neutralitzaren el Bismarck després d'un foc sostingut. El vaixell fou barrinat per la seva pròpia tripulació per evitar que caigués en mans enemigues, amb una gran quantitat de baixes. La majoria d'experts estan d'acord que el Bismarck s'hauria enfonsat sol només amb els danys causats per la flota anglesa. Les restes foren localitzades el juny de 1989 per Robert Ballard, i des de llavors s'han anat muntant expedicions per explorar-les.

## Antecedents
Durant la Primera Guerra Mundial, la Flota d'Alta Mar (Hochseeflotte) de la Kaiserliche Marine del II Reich del Kàiser Guillem II, obeint uns principis estratègics-tàctics condicionats per la circumstància de tenir una armada potent però numèricament inferior a la Grand Fleet britànica (llavors la flota major i més poderosa del món), va seguir a l'amara dels seus ports durant períodes prolongats i efectuant unes sortides ràpides i furtives, aplicant variables tàctiques com l'adoptada pel Groβadmiral Reinhard Scheer de colpejar i atraure als vaixells de línia britànics usant com a esquer la seva esquadra de ràpids creuers de batalla (almirall von Hipper) a només segments de la Grand Fleet per així, segons paraules de Scheer, enfonsar-los la flota a poc a poc i tractar de reduir la mencionada desigualtat numèrica. Aquesta fórmula va ser repetida en diverses ocasions, amb resultats variables.

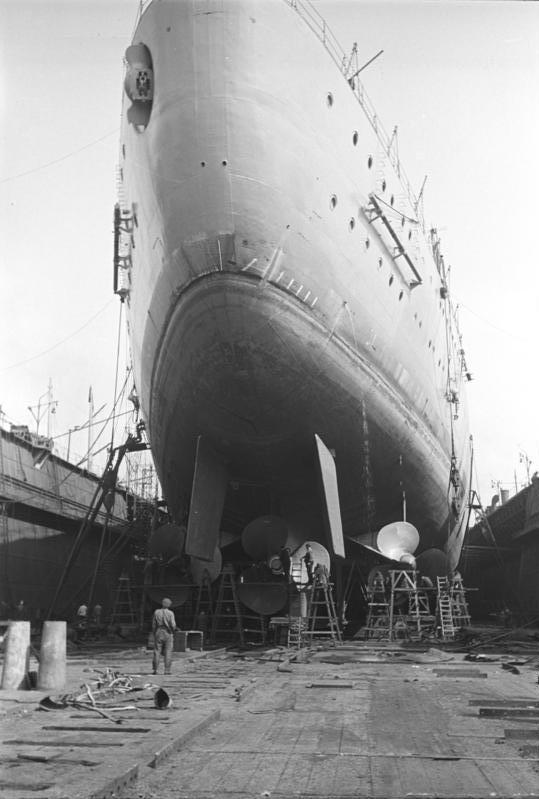
El Bismarck abans de la seva avarada el 1939.

Com un antecedent a destacar per a explicar les difícils condicions que la Hochseeflotte hagué d'encarar, està el fet que durant la Gran Guerra, Alemanya només podia comptar amb el seu litoral (a més del belga) per a recalar en un petit i encaixonat segment del mar del Nord, sumat al litoral bàltic que, en aquestes circumstàncies, no tenia gaire valor geo-estratègic de cara a la missió d'haver de sortir, conquerir l'Atlàntic i tallar les rutes de subministraments britàniques (missió gairebé exclusiva dels submarins). El fet de posseir els codis secrets de ràdio alemanys i la patrulla constant de les úniques sortides frustrà qualsevol intent alemany d'aconseguir-ho.
La proximitat del final d'aquell drama bèl·lic que ensangonava Europa per l'esgotament material i de la moral de combat alemanya, la viva impressió que restava de la carnisseria de Jutlàndia, a més dels preparatius que Scheer ordenà a Kiel per a una sortida de tota la flota per a una batalla a tot o res, precipitaren l'amotinament de les tripulacions de la flota, constituint el principi del final de la monarquia (octubre-novembre de 1918). Un cop signat l'Armistici a Compiegne l'11 de novembre de 1918, que posà final a les hostilitats, i després el Tractat de Versalles al juny de 1919, la Hochseeflotte, en virtut de l'estipulat, va ser conduïda per la seva tripulació, sota les ordres de l'almirall Reuter, fins a la base britànica de Scapa Flow on romangué a l'espera de ser repartida entre els guanyadors. Va ser enfonsada per sorpresa a fi d'evitar la humiliació d'aquell repartiment de les despulles. El Tractat de Versalles obligava a la República de Weimar a tenir una marina de guerra gairebé simbòlica consistent en només 6 petits cuirassats de més de 10.000 tones de desplaçament i amb un màxim de 6 canons d'un calibre no superior a 280mm, sense submarins ni portaavions. És a partir d'aquests paràmetres que renaixeria la nova flota alemanya sota el comandament de l'almirall Zenker. La primera nau botada va ser el creuer lleuger Emden el 1925.
El final de la República de Weimar (1933), la crisi econòmica mundial de 1929-38 (que afavorí l'arribada al poder del nacionalsocialisme d'Adolf Hitler i l'expiració del Tractat Naval de Washington (signat el 1922 pels Estats Units, el Regne Unit, França, Itàlia i Japó), així com les posteriors modificacions del mateix (1r i 2n Tractats Navals de Londres de 1930 i 1936; i els fracassos de les Conferències de Desarmament de Gènova de 1927 i 1932) obriren nous espais de pressió per part d'Alemanya i Japó, així com d'omissió per part d'Itàlia, respecte al nombre, tipus i mides de les noves construccions navals de guerra. El 2n Tractat de Londres, del 25 de març de 1936, emanat de la Conferència Naval de Londres inaugurada el 9 de desembre de 1935 va ser signat per França, el Regne Unit i els Estats Units. Japó, que si bé havia signat el Tractat de 1930, es retirà d'aquesta conferència el 15 de gener de 1936 al no poder convèncer a les altres potències d'igualar la seva flota amb la d'aquelles; Itàlia declinà signat, principalment pel repudi internacional causat de la seva invasió d'Abissínia. França es queixà (amb raó) de què no se li permetés un augment de la proporció comparativa amb Itàlia a l'haver de defensar dues costes (mediterrània i atlàntica). L'efectivitat d'aquest tractat efímer, que caducà amb l'esclat de la Segona Guerra Mundial, va esdevenir en merament teòrica, doncs ni els Estats Units ni la Gran Bretanya van respectar a la pràctica les especificacions de volums de foc i tonatge.
Davant d'aquesta atmosfera política de la dècada de 1930, en la que la consigna tàcita semblava ser facis el que es vulgui, aparegué el tractat bilateral entre el Regne Unit i l'Alemanya Nazi, anomenat "Tractat Naval Anglo-Alemany" (Tractat AGNA, de l'anglès Anglo-German Naval Agreement), suscrit el 18 de juny de 1935, segons el qual la Gran Bretanya consentia, amb la intenció de millorar les relacions entre ambdós països, l'augment del tonatge de la Kriegsmarine fins al 35% del de la Royal Navy. Per a Hitler, l'AGNA podria ser un punt d'inici per a una aliança contra França i la Unió Soviètica. Emperò, això no arribà a cristal·litzar-se a causa de la divergència d'interessos i enfocaments polítics d'ambdues nacions. Per al Regne Unit, l'AGNA era l'inici d'una sèrie de tractats per tal d'aturar el creixent rearmament alemany i d'així la seva política d'expansionisme i revanxa.
Les conseqüències de l'AGNA són tan controvertides com les del Tractat de Múnic de 1938, perquè en ell, la Gran Bretanya, en un aparent temptativa de guanyar temps i calmar els ànims bel·licosos de Hitler, li concedí el dret de construir una flota en proporció del 35/100 a la britànica, que incloïa 5 cuirassats de 35.000 tones, violant els terminis del Tractat de Versalles i sense consultar-ho prèviament amb França i Itàlia.
Encara que fins i tot abans d'aquests tractats, Alemanya ja havia ordenat el disseny i la construcció de dos vaixells del línia: el Scharnhorst i el Gneisenau, ambdós de 31.500 tones (gener de 1934). Al desembre de 1935 s'encarregà el disseny dels cuirassats classe "Bismarck", i la posada de quilla va ser l'1 de juliol de 1936 a les drassanes Blohm & Voss d'Hamburg.
El Bismarck va ser un cuirassat de la Segona Guerra Mundial, batejat així en honor de l'antic Canceller Otto von Bismarck. Movia 41.700 tones i 50.900 amb la càrrega completa. Les seves dimensions eren 251m d'eslora, 36m de mànega i 10,2m de calat. Construït a les drassanes Blohm und Voss d'Hamburg, va ser un navili millorat respecte a la classe Scharnhorst, i se'n construí un altre de la mateixa classe: el  Tirpitz. Armat amb 8 canons de 380mm i 12 de 150, va ser durant alguns mesos el cuirassat més poderós del món, només superat un any després pels de classe Yamato japonesos. Botat el 1939, entrà en servei el 24 d'agost de 1940, completant les seves proves a finals d'aquell any sota el comandament del Kapitän zur See  Ernst Lindemann. A partir d'aquell moment, esperà la posada a punt de Tirpitz i la prompta reparació del i del, a més del nou creuer pesant Prinz Eugen per a llançar l'Operació Exercici Rin (Rheinübung), planificada per al maig de 1941, que era una extensió de l'Operació Berlín, realitzada entre el 22 de gener i el 22 de març de 1941 a l'Atlàntic nord, sota el comandament de l'almirall Günther Lütjens, en la que s'aconseguiren enfonsar fins a 22 mercants aliats.

## Tàctiques contra el tràfic enemic

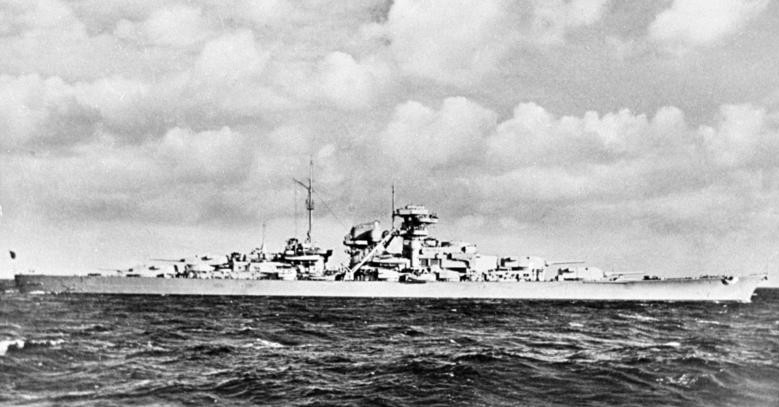
El Bismarck durant el seu període de proves entre 1940 i 1941.

El 1939 s'adoptà l'estratègia de comprometre als grans navilis de manera aïllada. Era necessari enfonsar els vaixells de càrrega de l'enemic, els petrolers i els transports, i després desaparèixer per a no ser atrapats. Així va néixer la tàctica dels "navilis fantasmes": apareixien vertiginosament i de manera misteriosa on no se'ls esperava, enfonsaven un vaixell i desapareixien en la immensitat de l'oceà. La ràdio està en silenci i els avions no tenen prou autonomia per patrullar tot l'oceà.

## Operacions anteriors a l'Exercici Rin
Els primers resultats van sobrepassar les majors expectatives: els tres cuirassats de butxaca Deutschland (reanomenat posteriorment "Lützow"),  Admiral Graf Spee i Admiral Scheer, als quals s'afegirien el creuer pesant Admiral Hipper i els creuers auxiliars, es dediquen a caçar els navilis comercials aliats per tots els mars, enviant al fons de l'oceà centenars de milers de tones.
A inicis de 1941, els cuirassats Scharnhorst i Gneisenau arriben al centre de l'Atlàntic, enfonsant en dos mesos 22 vaixells (115.622 tones Moorson). Aquesta és l'època en què els mariners alemanys poden navegar amb tota facilitat emprant el seu Seetakt, l'aparell de detecció radioelèctric o radiotelèmetre, quan el radar aliat encara estava germinant.
Però a Berlín, l'Alt Comandament Naval no es fa il·lusions i sap que el comandament aliat treballa per contrarestar l'avantatge alemany. Les possibilitats d'èxit de la Kriegsmarine no poden disminuir ràpidament: és necessari fer entrar les grans naus de guerra des del moment que existeixen. El gegantí "Bismarck", de 50.900 tones, acaba de finalitzar les seves proves al Bàltic, i el Tirpitz estarà disponible en només uns mesos.
El Bismarck haurà de fer la seva primera travessia en companyia del "Scharnhorst" i del "Gneisenau", que es troben ancorats a Brest. París comunica males notícies: el "Scharnhorst" té problemes a la maquinària, mentre que el "Gneisenau" ha estat tocat diverses vegades per l'aviació britànica, que llença bombes i torpedes sobre ell contínuament, i les reparacions es prolongaran fins a l'estiu.
El Groβadmiral Raeder, tot i els inconvenients, pren la decisió: el "Bismarck" operarà independentment juntament amb el nou creuer pesant "Prinz Eugen". L'Almirall Lütjens, cap de la flota alemanya, opina que s'hauria d'esperar que les màquines del "Scharnhorst" estiguin arreglades. Mentrestant, el "Tirpitz" ha culminat les seves proves. Tot i les observacions de Lütjens, Raeder finalitza la reunió dient: "Qui ho sap, Lütjens, si d'aquí a dos o tres mesos podrem ni tan sols salpar. No tenim cap altra possibilitat d'elecció. El Bismarck i el Prinz Eugen han d'operar!"

## Entrada en servei
Sota la direcció del seu eficient comandant, Kapitän zur See Ernst Lindemann, la tripulació va tenir un programa accelerat i extenuant per posar el vaixell a punt. La preparació consistí en pràctiques de tir artiller, control d'incendis, substitucions de baixes als punts claus, defensa antiaèria, pràctiques d'enfermeria, maniobres de repostatge de combustible a alta mar, temps en llocs de combat, etc.
També es van fer proves del rendiment del cuirassat, com proves de gir i assaig de timó fora d'ús. Precisament durant aquest darrer assaig, els oficials s'adonaren que el govern amb les hèlixs era molt difícil quan es deixava el timó. No obstant això, no es va fer res per oferir una millor solució quan el timó quedava fora de servei, omissió que resultaria mortal pel Bismarck.
El Bismarck quedà comissionat a l'abril de 1941, aconseguint uns resultats excel·lents en tir d'artilleria pesant, gràcies als seus eficients i avançats sistemes òptics de tir artiller. No obstant això, la defensa antiaèria no va aconseguir el màxim d'eficiència al centrat de blancs, la qual cosa es demostraria més endavant, quan el 26 de maig no va ser capaç d'abatre cap ni un Swordfish del HMS Ark Royal.

Vista radial del Bismarck.

### Inici de l'OperacióExercici Rin
El 12 de maig, Lütjens i la seva plana major es van reunir amb Lindemann a bord del Bismarck a Goenhafen, a Polònia, per fer-se els preparatius finals per a una travessia de 3 mesos per l'Atlàntic nord. Sis dies després, el Bismarck, amb els dipòsits de combustible sense estar plens del tot per un error de funcionament en la càrrega i el Prinz Eugen iniciaren el seu viatge, sent acompanyats per una pantalla de destructors antisubmarins. Tot i que se suposava que la seva marxa havia de ser secreta, van ser descoberts pels suecs quan navegaven a través del Kattegat a llum del dia el 20 de maig. El delegat naval britànic a Estocolm va ser informat del moviment dels vaixells per un membre del servei secret suec, simpatitzant dels Aliats; avisant degudament a l'almirallat a Londres. Un missatge de la resistència noruega confirmà l'avís.
El 21 de maig de 1941, el Bismarck es refugià a Grimstadfjord, al sud de Bergen, mentre que el Prinz Eugen i els destructors navegaven per trobar-se amb un petroler (el Bismarck, tot i que no estava totalment avituallat de combustible, no tenia ordres de fer servir aquesta parada, un fet que determinaria el seu destí). Durant aquesta aturada, l'oficial de vol Suckling. pilot de reconeixement de la RAF localitzà i fotografià al Bismarck, però quan els bombarders hi arribaren amb mal temps i foscor, el Bismarck s'havia mogut, tot i que els pilots, que atacaven a cegues, no eren conscients d'aquest fet i no ocasionaren cap mal al Bismarck.

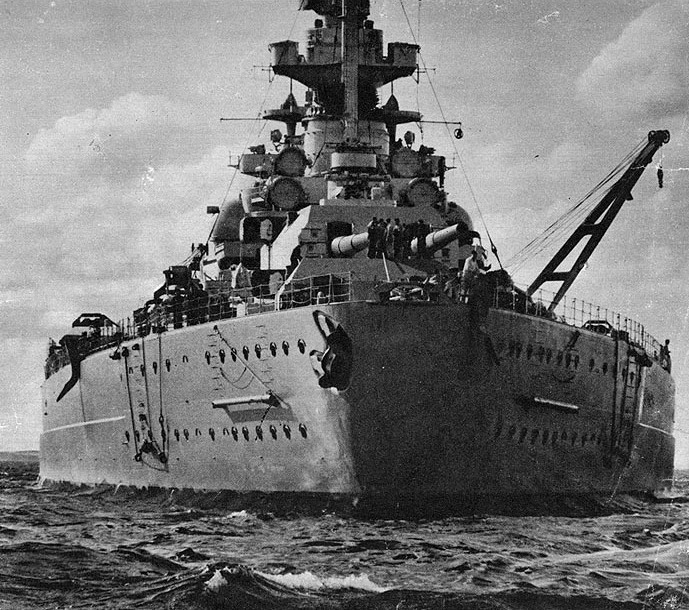
Vista de popa del Bismarck l'any 1941.

El vaixells salparen del port de Bergen la nit del. El comandant en cap de la Home Fleet, almirall sir John Tovey, estacionat a la base de Scapa Flow, rebé els informes dels reconeixements aeris i dels agents instal·lats a Dinamarca, que l'indiquen que el Bismarck i el Prinz Eugen es dirigeixen cap al nord. El 22 de maig rep la confirmació a la seva hipòtesi que intentaran obrir-se camí cap a l'Atlàntic. L'informe d'un reconeixement aeri senyala: "El niu de Grimstadfjord, prop de Bergen, on els navilis alemanys es trobaven ahir, està buit".
L'Operació Exercici Rin ("Rheinübung") havia començat. Sir John Tovey ordena que tots els passos cap a l'Atlàntic siguin vigilats pels creuers britànics i, que tot i el mal temps, es programessin reconeixements aeris a la zona. Els creuers Norfolk i Suffolk (ambdues proveïdes dels nous radars) naveguen cap a l'estret de Dinamarca.
El vicealmirall Lancelot Holland hissà el seu pavelló al creuer de batalla HMS Hood i es manté vigilant al sud d'Islàndia, amb el nou cuirassat HMS Prince of Wales de 35.000 tones. L'acompanyaven el portaavions HMS Victorious, el creuer de batalla HMS  Repulse  i 4 creuers més.
El Suffolk i el Norfolk es trobaven de patrulla, embolicats tota la tarda del 23 de maig per la boira que cobreix la costa septentrional d'Islàndia. Cap a les 20:00 albira la formació alemanya. El comandant Ellis s'encara cap a la formació per usar el radar, que només funciona al primer sector, i observant les dues taques que es formen a la pantalla, transmet a l'almirall Tovey: Els hem trobat!. El vicealmirall Holland rep la notícia a migdia a Scapa Flow i immediatament fa salpar la seva esquadra.

### La Batalla de l'Estret de Dinamarca
El Hood i el Prince of Wales navegaven a tota màquina durant tota la nit per a poder interceptar a trenc d'alba la formació alemanya. La tensió és màxima, i des de les 4:00 les dotacions de tots els vaixells ja estan disposades als seus llocs de combat. A les 5:15, els hidròfons del Prinz Eugen detecten soroll d'hèlix direcció sud-est; la direcció dels alemanys és 170º i la seva velocitat és de 25 nusos. Es donen les alarmes i tota la tripulació ocupa els llocs de combat, fins que a les 5:28 els vigies del Prinz Eugen detecten fum.
A les 5:40, el vicealmirall Holland albira els vaixells alemanys en línia, en curs 170º. Les condicions del mar són bones, amb un vent moderat, un cel amb núvols i molt de fred (una persona no sobreviuria 5 minuts a l'aigua). A les 5:32, Lütjens ordena un canvi de rumb a 220º, per ampliar la distància, augmentant la velocitat a 27 nusos. A les 5:25, el Prince of Wales detecta fums a 335º, la distància és de 34,7 km i augmentant.

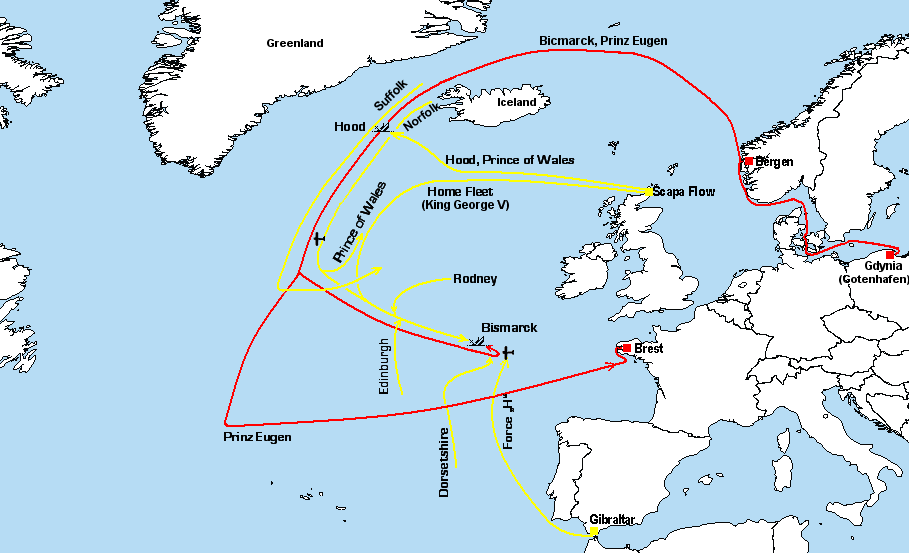
El recorregut del Bismarck.

A les 5:37, la Força Z britànica canvia a rumb 240º, i el curs d'ambdues formacions és gairebé paral·lel, sent detectats pels hidròfons del Prinz Eugen. A les 5:38, els britànics canvien a 280º per apropar-se a l'enemic, però només és a un ritme d'1 km per minut (massa a poc a poc). Tanmateix, els creuers Suffolk i Norfolk i apareixen a l'horitzó i radien contínuament informació des de 30 km de distància a les unitats majors. A les naus alemanyes, la situació de a punt per obrir foc queda per a l'ordre de la nau almirall. Lütjens, decidit a seguir les ordres de l'Alt Comandament, refusa el combat, i els canons apunten silenciosament als britànics.
A les 5:49, el Hood senyala erròniament al Prinz Eugen com el Bismarck, a una distància de 24 km, i un ansiós Holland ordena obrir foc tot i la distància. Així doncs, Holland comet un error tàctic gravíssim que li seria fatal, doncs provoca una resposta alemanya immediata, obligant-la a respondre mitjançant tirs d'elevació, en lloc de forçar-los a una batalla a més curta distància, on el blindatge lateral del Hood és molt més fort. Al confondre les siluetes d'ambdós vaixells, el Hood manté la seva artilleria dirigida contra el Prinz Eugen, i tot i que al pont de la nau s'adonen de l'error, no es fa res per corregir-lo. El Hood sempre dispara contra el Prinz Eugen, en tant que el Prince of Wales dispara al Bismarck. El Prince of Wales decideix ignorar l'orde del Hood de disparar a la nau capdavantera (el Prinz Eugen) i apunta cap al Bismarck. Mentrestant, al Bismarck s'ha identificat correctament al Hood.
A les 5:52, el Prince of Wales dispara des de 22,8 la primera salva parcial, que queda molt llarga. El Hood també dispara, quedant també molt llarg. A les 5:53, el Prince of Wales torna a disparar una salva parcial, que torna a quedar llarga. El Hood torna a disparar contra el Prinz Eugen, i un dels tirs queda perillosament a prop. La distància és de 22,3 km. A la formació alemanya, els directors de tir d'ambdues naus comencen a demanar l'ordre d'obrir foc. Al pont del Bismarck, Lütjens està immutable i no emet l'ordre, davant la impaciència de Lindemann. A les 5:54, el Prince of Wales dispara la seva tercera salva contra el Bismarck, que aquest cop queda curta. Al mateix temps, Lindemann, molest pel mutisme de Lütjens, ordena obrir foc a ambdues naus, mentre que diu "no consentiré que executin la nau als meus peus".
A les 5:55, el Prinz Eugen obre foc amb una salva parcial esglaonada en 400 sobre el Hood, mentre que el Bismarck dispara dues semisalves esglaonades d'assaig també a 400m, que queden molt llargues. A diferència dels britànics, les naus alemanyes tenen un sistema òptic de telemetria molt més eficient i, per tant, les correccions són molts més ràpides i aquesta informació és transmesa instantàniament a la central de combat, que regula l'alça de les torres artilleres.
El Prince of Wales dispara des de 20,1 km les salves cinquena i sisena: el Bismarck resulta tocat per primera vegada a la proa: un dels tirs el travessa de costat a costat sobre la línia de flotació, rebenta els tancs de combustible, fent que quedi un rastre oliós a l'estela del Bismarck. El Hood dispara la seva quarta salva sobre el Prinz Eugen, que queda molt curta. Pels britànics, la superposició del foc de les bateries alemanyes també obren en contra seva, doncs els impactes d'ambdues naus es produïen de forma simultània, creant enormes columnes d'aigua, i per tant, els directors de tir, amb uns mecanismes de coincidència més engorrosos i complicats que els dels alemanys, no poden fer les correccions necessàries en el temps adequat; i el centrat de tir del Hood comença a ser lent, amb el temps corrent en contra seu.
El Bismarck dispara dues semisalves sobre la formació britànica, que cau enmig dels vaixells. A les 5:56, el Prinz Eugen dispara des de 18 km la seva quarta salva completa. Una de les andanades cau al sector mitjà del Hood i incendia les seves caixes de munició; i els incendis i els fums comencen a ser visibles per tot arreu. El Prince of Wales té un tir més eficient i llança la setena i la vuitena andanada sobre el Bismarck, quedant curta en 300m. El Bismarck dispara la tercera salva sobre el Hood, no és tocat però queda en tir centrat; i malgrat això, Holland, inexplicablement, no fa cap maniobra per desencaixar al Hood del centrat enemic.
A les 5:57, quan només han transcorregut 6 minuts de combat, el Hood dispara la seva setena salva sobre el Prinz Eugen, que està intercanviant la posició amb el Bismarck. Allà el Hood perd un temps preciós fent les noves correccions de tir, mentre que el Prince of Wales dispara la novena salva sobre el Bismarck, caient molt a prop de la seva estela.

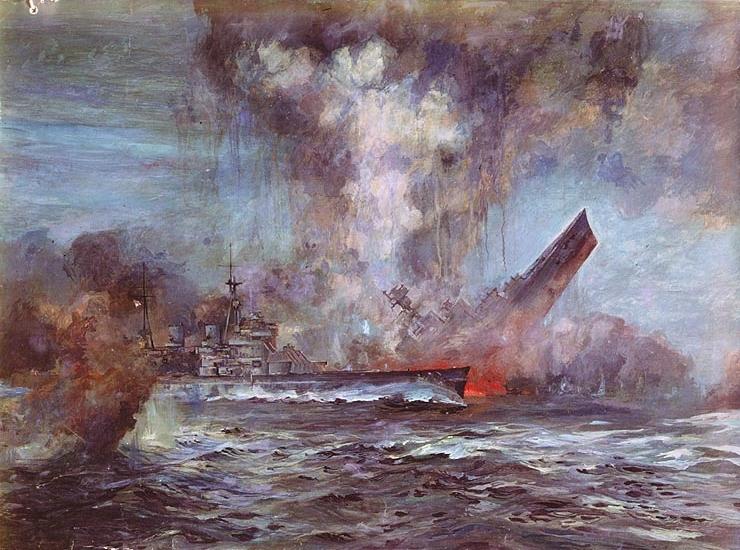
Enfonsament del Hood, amb el HMS Prince of Wales en primer pla. Quadre de J.C. Schmitz-Westerholt.

Els creuers Suffolk i Norfolk estan a 22,5 km, esperant un tir de fortuna de les seves unitats majors que danyi un dels vaixells enemics de manera que puguin rematar-lo amb torpedes. Són les 5:58 i Lütjens, observant que el King George V té un tir més preocupant, ordena al Prinz Eugen que canviï de blanc, amb les bateries secundàries d'ambdues formacions obren foc simultàniament.
A les 5:59, el Hood comença a virar les torres darreres a una distància de 15 km per a l'emplaçament d'una salva completa. El Bismarck rep un segon impacte de la novena salva del Prince of Wales, que penetra per sota la cintura cuirassada i destrueix un compartiment de generadors. El cuirassat alemany tremola, però no hi ha baixes. El Prinz Eugen dispara la setena salva sobre el Prince de Wales, a una distància mitjana de 15,6 km, i amb un temps de vol de cada salva reduït a menys de dos minuts.
El Hood dispara dues salves més sobre el Prinz Eugen, en el moment en què les torres del darrere queden llestes per disparar. En aquell moment, un tir del Prinz Eugen impacta a la popa; i pel director principal del Bismarck, capità Schneider, el Hood està centrat. El Hood de cop i volta canvia el rumb girant el timó 20º a babor, quedant llest per disparar una salva completa, canviant de blanc cap al Bismarck.
El Bismarck, a 15,7 km, dispara en una successió ràpida dues salves completes sobre el Hood. Lütjens ordena a l'estació artillera del Bismarck de popa que vigili els creuers britànics, mentre que és canonejat per primer cop pels dos vaixells britànics, però no centren el tir.
A les 6:00, un dels tirs de la cinquena salva del Bismarck fa blanc, penetrant per la popa del Hood. El projectil es fragmenta al seu interior mentre va penetrant, tocant el panyol de munició de popa. De cop i volta, una flamarada blanc-groc emergeix del costat del pal del darrere, assolint una alçada superior al pal. Per uns instant, el Hood sembla deformar-se sobre la seva línia de flotació; explotant un moment després. Les torretes del darrere salten pels aires, i el Hood es parteix violentament en dos, quedant només 3 supervivents. Els mariners del Prince of Wales queden commocionats per l'explosió. El seu vaixell insígnia ja no existeix, enfonsant-se ràpidament (la proa amb prou feines trigarà un minut).
A les 6:01, el Bismarck rep el tercer impacte provinent del Prince of Wales, en el mateix moment en què el Prinz Eugen dispara la desena salva sobre el Prince of Wales. A les 6:02, el Prince of Wales és tocat al pont de compàs i comandament, resultant greument tocat, doncs moren gairebé tots els presents al pont, llevat del comandant de la nau i el contramestre de senyals. Un dels problemes del Prince of Wales va ser que, degut a les preses, salpà sense estar completament equipat. Finalment, s'ha de retirar enmig d'una cortina de fum.
Imperturbable, Lütjens no ordena atacar al Prince of Wales, que s'allunya fumejant, i Lindemann l'intenta convèncer d'acabar amb el malaguanyat cuirassat britànic, però Lütjens li recorda secament que la directiva de l'Alt Comandament Naval li instrueix que només comprometrà la nau en combat si aquesta està en greu risc d'atac, la qual cosa no es produeix. Lindemann, exasperat, intenta rebatre'l, però el silenci de Lütjens talla qualsevol conversa. D'ací en endavant, el buit de comunicació entre ambdós s'incrementarà gradualment fins al punt que no es dirigiran la paraula. Lütjens internament està molt satisfet del fet que no s'ha hagut de fer servir massa munició en l'enfonsament del Hood.
El combat només ha durat 24 minuts. El Prinz Eugen està il·lès i el Bismarck ha rebut 3 projectils del Prince of Wales, i té danys menors. Pels britànics, el Hood ha estat enfonsat i el Prince of Wales ha quedat greument danyat per 7 canonades que l'han encertat de ple.

#### Conseqüències del combat
Només començar la batalla, el Bismarck rebé 3 impactes provinents del Prince of Wales. Un destruí la proa d'una llanxa sobre l'hangar principal; un altre, una central de dinamos, i el darrer, travessà la prova, aïllant dipòsits de combustible i fent que penetressin 2.000 tones d'aigua, a més de fer que deixés un delator rastre de petroli. Davant d'això, sabedor que la impunitat de la seva sortida s'ha perdut i que està danyat a proa, Lütjens decideix tornar a port, dirigint-se cap a Saint-Nazaire, doncs té un dic sec de la mida apropiada pel Bismarck.
Tot i que els danys són menors, el problema principal del Bismarck és la taca d'oli que deixa a l'aigua al seu pas, visible des de molt lluny pels avions aliats, impossibilitant la seva missió de vaixell fantasma a l'Atlàntic. A més, els vaixells britànics mantenen el contacte de radar amb la flota alemanya. A més, el vaixell, que ja no anava sobrat de combustible, hauria de sacrificar la velocitat (tan necessària per intentar deixar enrere als seus perseguidors) a canvi de preservar el combustible suficient per arribar a casa.

### Enfonseu el Bismarck!
La notícia de la pèrdua del Hood causa una gran consternació i set de venjança en l'opinió pública britànica. A la Cambra dels Comuns, Winston Churchill declara amb un gest de dolor que s'ha d'enfonsar al Bismarck a qualsevol preu.
A partir d'aquell moment, s'uneixen diversos vaixells britànics a la cacera del Bismarck (el HMS Ramillies i el HMS Rodney). A més, la Força H, composta pel portaavions HMS Ark Royal, el creuer de batalla HMS Renown, el creuer HMS Sheffield i sis destructors, a les ordres del vice-almirall sir James Somerville, salpà de Gibraltar per completar el setge pel sud.
Mentrestant, al Bismarck Lütjens feia els seus plans: com que el Bismarck estava danyat i el Prinz Eugen tenia poc combustible, decidí que ambdós vaixells havien de separar-se. El Bismarck es dirigiria cap a Saint Nazaire i el Prinz Eugen es dirigiria cap al sud, per intentar trobar-se amb un petroler i, després, concentrar-se en els atacs al tràfic naval. El primer intent de separació (al vespre del 24 de maig, amb mala mar) es veié frustrat, però el segon intent tingué èxit. Els creuers perseguidors britànics perderen temporalment el rastre. El Bismarck, amb el seu nou FuMB (detector radioelèctric d'emissions), detectà el funcionament del radar enemic, però degut a la pressió del moment, Lütjens cometé un error: el radar britànic només tenia un radi de 13 km, però el FuMB, en limitar-se només a l'escolta, tenia un radi molt superior, però Lütjens cregué que estava sent vigilat pels britànics. Transmeté dos llargs missatges a Berlín, la qual cosa permeté als britànics detectar-lo i localitzar-lo.

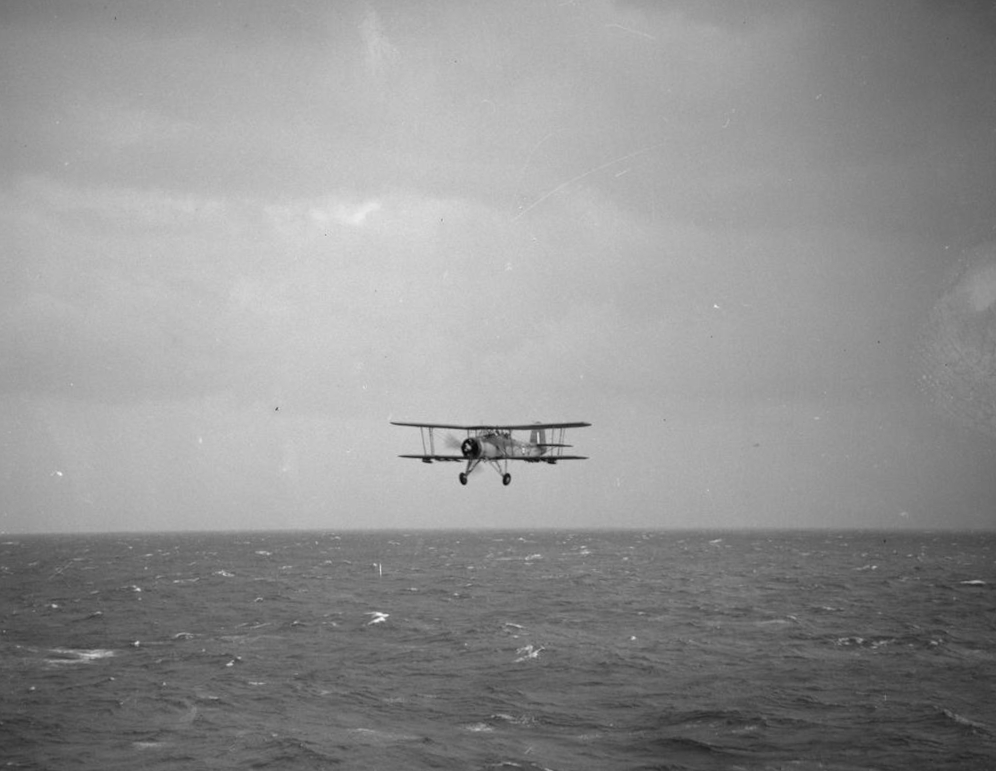
Un "Swordfish" retornant al portaavions Ark Royal després de torpedinar el Bismarck, el maig de 1941

### La cacera
L'almirall John Tovey se sorprengué en veure la ubicació del Bismarck, perquè calculava que es trobava en la ruta de Brest, però en canvi es trobava al nord, segurament amb la intenció d'arribar de nou a l'estret de Dinamarca: tota la flota britànica estava buscant al lloc equivocat. Donà l'ordre de recerca en la direcció correcta, però el Bismarck segué en ruta cap a França, i els britànics no trobaren res al nord. Nou hores després, els britànics s'adonaren de l'error: les dades havien estat traslladades erròniament al mapa, i el Bismarck es trobava a centenars de milles al sud del punt on el creien.

### L'atac dels Swordfish
Casualment, un hidroavió Catalina del Comandament Costaner de la RAF descobrí el Bismarck a sota seu, a través d'un clar entre els núvols. Si hagués anat acompanyat d'un destructor, potser l'hagués confós amb un de britànic, però quan al baixar per corroborar la identitat del vaixell, i ser rebut amb foc antiaeri, els possibles dubtes s'esvaïren. El 26 de maig, l'Almirallat britànic transmeté la seva nova posició a la força H, que es trobava a les proximitats del Bismarck. El vicealmirall Somerville rebé el següent missatge:
| «                                                              | No es deixi arrossegar a un combat en el que s'enfrontaria vostè sol amb el Bismarck. Esperi l'arribada d'altres cuirasats. Intenti per mitjans reduir la velocitat de l'adversari | » |
| — Orde de l'almirall Tovey al vicealmirall Somerville, #GGC11C | |   |

Tot i la mar gruixuda, els biplans Swordfish del "HMS Ark Royal" s'enlairaren a les 15:40, armats amb torpedes. De cop i volta, enmig d'un clar aparegué un vaixell solitari i s'inicià l'atac. Els avions dispararen els seus torpedes, però no era el Bismarck, sinó l'HMS Sheffield, que maniobrà desesperadament per evadir-los. Però, afortunadament, els torpedes portaven espoletes magnètiques i explotaren a l'impactar al mar. Finalment, el Sheffield fou identificat per un dels avions i s'interrompé l'atac. Quatre hores després, ja gairebé fent-se de nit, tornaren a enlairar-se, però aquest cop armats amb torpedes convencionals, i aquest cop si que realment trobearn el Bismarck.
Pels artillers antiaeris alemanys, els Swordfish només eren punts negres suspesos a l'aire. S'inicià una terrible andanada de foc antiaeri, amb les peces de 38mm disparant tractant d'abatre als aeroplans amb les plomes dels impactes a l'aigua dels seus projectils. No hi hagué baixes entre la formació britànica, que seguia enmig del foc, fins que a 300m deixaren anar els torpedes i viraren bruscament. L'atac s'estava efectuant amb un temps horrible, perquè els núvols baixos i la pluja limitaven la visibilitat dels 3 homes de la tripulació dels Swordfish, mentre que el Bismarck s'enfrontava a un vent de força 8 i a una mar molt agitada.
Els avions dels subvols 3 i 4 van atacar des d'un quart de babord. Un dels seus torpedes explotà contra la cuirassa del Bismarck, sense provocar danys, però el cop matà a un oficial a l'interior al colpejar-se el cap de manera fatal. El Bismarck estava virant bruscament per a evitar la resta dels torpedes, aconseguint-ho; però l'atac no havia finalitzat, doncs 3 biplans més s'aproparen pel quart a estribord, a través d'un punt cec, i llançaren els seus torpedes. El Bismarck tornà a donar cops de timó bruscament, aconseguint evitar el primer. Repetí el gir i evità el segon, però un tercer torpede, llançat per un dels dos Swordfish del subvol 2 (tinent Feather Godfrey-Fausset i sotstinent Kenneth Pattisson) impactà de ple al timó dret. L'explosió feu que el cuirassat s'aixequés, amb una gran obertura a la popa, just al compartiment de l'hèlix. L'explosió doblegà cap a dins i travà el timó dret en posició de gir, fent-lo colpejar contra l'hèlix central, un cop que resultà fatal (cop que els alemanys havien descrit com una possibilitat d'1 sobre 100.000). Entre els avions atacants no hi hagué baixes, tot i que van arribar a volar per damunt de les onades i per sota del foc antiaeri del Bismarck. Tres s'estavellaren en el moment de l'aterratge.
Amb l'impacte, el Bismarck no podia maniobrar i virava en rodó sense parar. El cuirassat alemany es trobava en aquells moments a menys de 400 milles de Brest. Un avió d'observació confirmà mitjançant fotografies que el cuirassat alemany girava en rodó sense govern. Al Bismarck s'estaven fent esforços desesperats per maniobrar amb les hèlixs, però no sense resultats. S'intentà arribar al mecanisme del timó amb l'esperança de deixar-lo anar, però la forta mar entrava amb força al compartiment obert al mar, provocant perilloses forces de succió. Un bus valent provà d'anar per fora a donar un cop d'ull, però l'issaren semiinconscient pels cops continus contra el buc. Es proposà treure una porta de l'hangar per fer-la servir com a timó de compensació, però Lütjens no autoritzà l'acció. A més, el Bismarck va ser interceptat per 5 destructors britànics, enviats com a pantalla antisubmarina, iniciant-se un combat en retirada en les agitades aigües i en plena foscor, il·luminada per les freqüents bengales britàniques. Ni els torpedes dels destructors ni els canons del Bismarck aconseguiren fer blanc, però els mariners del Bismarck sabien que el seu destí estaria sentenciat tan bon punt es fes de dia, i la moral estava per terra.

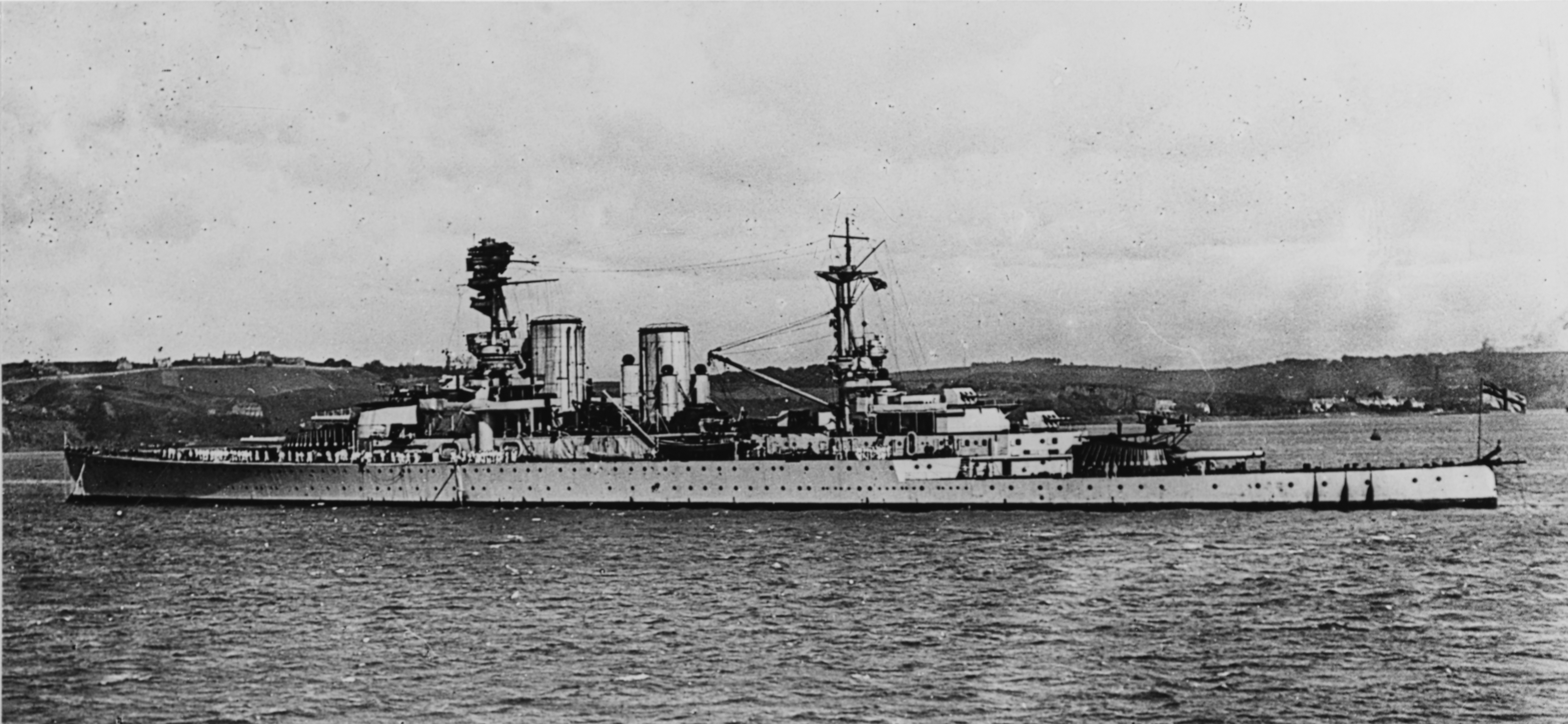
El Renown suposadament fotografiat el 1918 va prendre part activa en l'enfonsament del Bismarck.

Aquella mateixa nit, el Kapitänleutnant  Herbert Wohlfarth, comandant del U-556 albira el Renown i a l'Ark Royal, que es dirigeixen cap a ell. Els telegrames l'han fet coneixedor de la situació, i s'ha donat l'ordre a tots els submarins a la zona que vagin a ajudar el Bismarck. Wohlarth escriuria a la seva bitàcora de navegació:
| «                                                                                   | Ni tan sols tenia necessitat de maniobrar, doncs em trobava idealment situat per a un atac. L'enemic ni anava escortat ni navegava en zig-zag. Em trobava entre ambdós vaixells i hauria pogut disparar sobre ambdós, si m'haguessin quedat torpedes. Llavors, potser hauria pogut ajudar el Bismarck | » |
| — Anotació a la bitàcora de l'U-566, signada pel Kapitänleutnant Wohlfahrt, #GGC11C | |   |

.

### La batalla final
Arriba el matí del 27 de maig de 1941, amb el Bismarck avançant a baixa velocitat amb rumb nord-oest, directe cap als seus perseguidors. La moral a bord és temiblement baixa, amb Lindemann absort al seu mutisme al pont i Lütjens tancat al seu camarot. Al fons apareix el HMS Rodney amb les seves peces de 406mm, el HMS King George V i el HMS Renown, avançant com un escamot d'afusellament. Tots els vaixells britànics, no obstant, es troben al llindar de les seves reserves de combustible.
Tovey veu al cuirassat, que avança en girs. Avança al HMS Rodney amb els seus 9 canons de 406mm i al HMS King George V amb els seus 10 de 356mm, i comença el combat. En un inici, el Bismarck aconsegueix centrar al Rodney, però unes andanades ben dirigides destrueixen els emplaçaments de direcció de tir del Bismarck, arrencant de sota arrel el de popa. El cuirassat queda cec, passant a punteria local (cadascun dels canons tenia un sistema de direcció de tir òptic), i els seus trets es tornen cada cop més erràtics. Pel seu costat, els vaixells britànics comencen a canonejar, i a poc a poc la batalla sembla més que res un exercici de tir, mentre que cap dels tirs alemanys dona al blanc.
Cap a les 9:30, després d'un canoneig infernal, el Bismarck està parcialment inhabilitat, però no aconsegueixen enfonsar-lo a causa de la seva cuirassa horitzontal. Les baixes es conten a centenars, la carnisseria és total, amb els cadàvers acumulant-se sobre la coberta. A l'interior hi ha una relativa seguretat, però el fum ofega als mariners. Els tirs del Bismarck són cada cop més espaiats, fins que queda mut. Els britànics ho observen mentre que metrallen la coberta amb els seus antiaris, afusellant a tot aquell que provi de sortir. Finalment, Tovey ordena al HMS Dorsetshire que s'apropés i rematés al Bismarck amb torpedes; mentre que a la cuirassat alemany es dona l'ordre d'abandonar la nau, obrint-se les vàlvules de fons i col·locant-se càrregues explosives.
El Bismarck comença a escorar-se lentament per morir, inclinant-se cap a babord i començant a enfonsar-se per popa a les 10:39. La pausa del foc britànic permet sortir a uns 900 mariners supervivents. Finalment, el Bismarck se submergeix i aixeca la proa. Lindemann, que ha sobreviscut a l'infern, puja al pal de proa i s'enfonsa amb el seu vaixell.

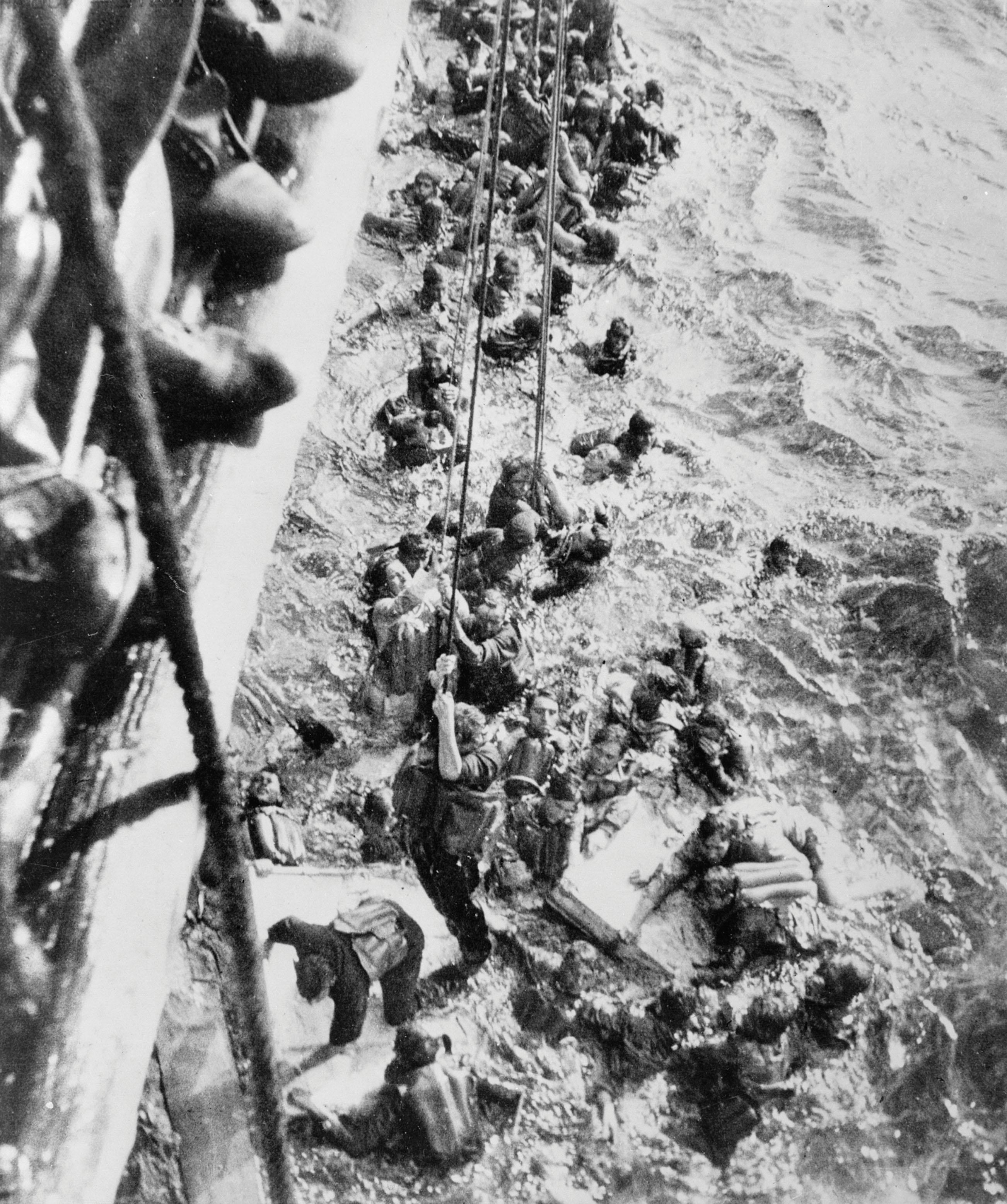
Supervivents del Bismarck són recollits pel HMS Dorsetshire

Més de 1.900 mariners van desaparèixer amb el Bismarck, del que només se'n rescataren uns 110 mariners a l'aigua per part de l'HMS Dorsetshire i del destructor Maori, però davant l'alarma de la presència de submarins a la zona, se suspengué el rescat, abandonant-se a uns 700 supervivents a l'aigua. Un vaixell d'aprovisionament i un submarí en rescatarien a 5 més.
Per enfonsar al gegant alemany, els britànics havien fet servir vuit cuirassats, dos portaavions, quatre creuers pesants, set creuers lleugers, vint-i-un destructors, sis submarins i més d'un centenar d'avions. L'Almirall sir John Tovey escriuria:
| « | El Bismarck ha lliurat una batalla extremadament heroica davant un adversari molt superior, mostrant-se digne de les més belles tradicions de l'antiga Marina Imperial. S'ha enfonsat hissant el seu pavelló | » |

Pel seu costat, el Groβadmiral Erich Raeder comentaria:
| « | La pèrdua del Bismarck va tenir un efecte decisiu sobre la guerra al mar | » |

## Es troben les restes delBismarck
El 1989, el doctor Robert Ballard i el seu equip van descobrir la tomba del Bismarck als abismes, a més de 4.790 metres de fondària.
El navili està en una posició normal, sobre una muntanya abismal anomenada Porcoupine. El Bismarck està pràcticament d'una sola peça, amb la línia de flotació enfonsada al fons marí. No estan, però, les torres d'artilleria principals de 380mm, que pràcticament van desencaixar-se de la nau quan aquesta volcà per enfonsar-se. El pont de comandament està separat de la nau.
Al revisar la superestructura del Bismarck pot constatar-se que totes les torres d'artilleria secundàries tenen impactes fatals. El pont de comandament blindat té un impacte directe a babor de 406mm causat pel HMS Rodney, i la xemeneia pràcticament no existeix. No es van trobar proves de torpedes als costats, però sí un impacte de 356mm al sector de les grues. Encara són visibles les esvàstiques pintades a proa i popa. Al revisar la línia de flotació es trobà que hi havia mampares antitorpede vulnerats, però no així el seu buc. Fins i tot va ser possible trobar dins de l'hangar un dels Arado encara recognoscible.
Tot i el càstig que suportà, l'estat de la nau és bastant bo i no evidencia l'infern que rebé. Encara es troba en un estat excel·lent de conservació. (vegeu «H.M.S. Hood Association-Battle Cruiser Hood».)

### Material audiovisual
- El Acorazado Bismarck. DVD. Arxivat 2009-01-23 a Wayback Machine.. (2003). Discovery Channel.